# Zăbala
Zăbala is een Roemeense gemeente in het district Covasna.

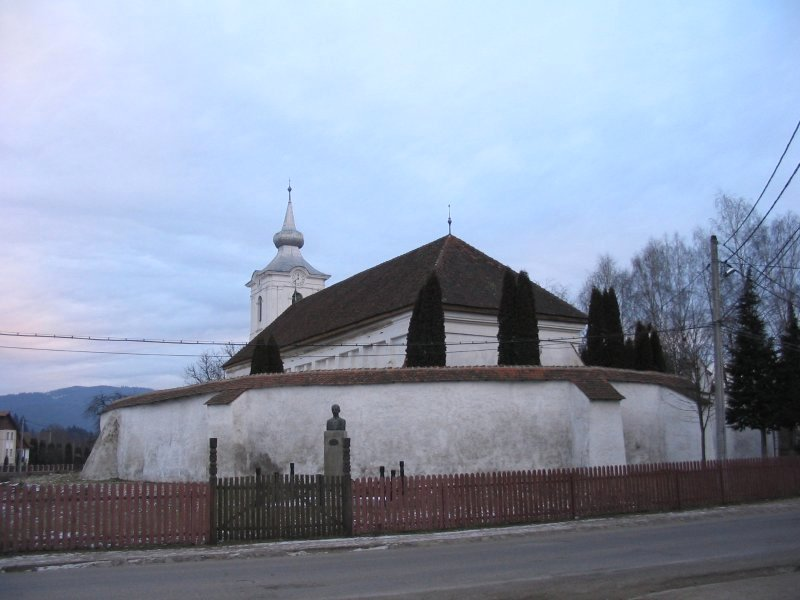
Zăbala

Zăbala telt 4941 inwoners.